# Micro-USB

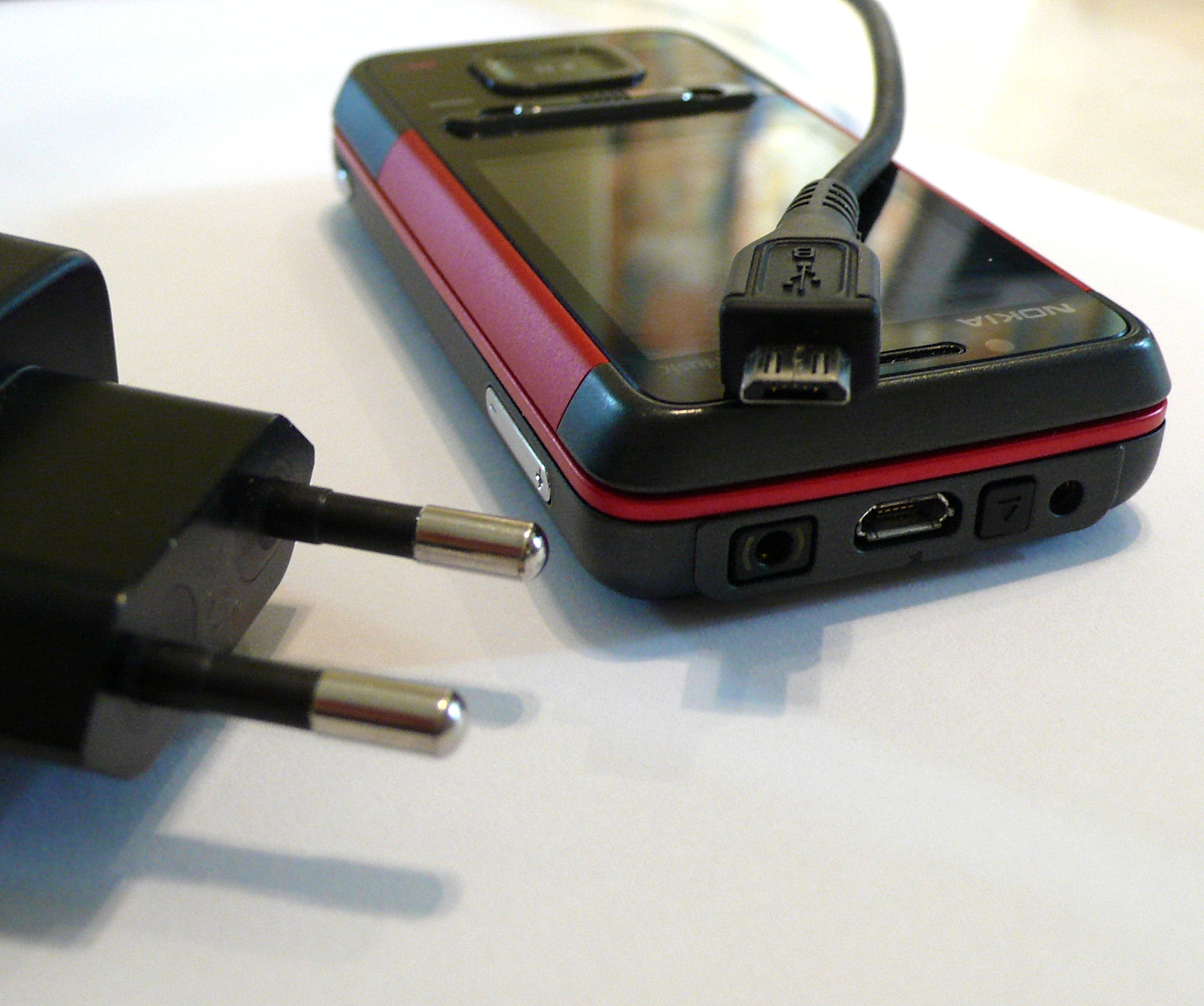
Un caricabatterie Micro-USB per un cellulare Nokia. Da giugno 2011 questo connettore è presente su quasi tutti i telefoni cellulari venduti in Europa.

Con Micro-USB si indicano i connettori più piccoli previsti dallo standard USB. Sono stati progettati per dispositivi di piccole dimensioni come cellulari, smartphone e lettori multimediali portatili.
Rispetto ai connettori Mini-USB, hanno la stessa larghezza ma sono più sottili e robusti, essendo stati progettati per sopportare 10.000 cicli di inserimento e rimozione. Attualmente sono previste quattro tipologie: Micro-A 2.0, Micro-B 2.0, Micro-A  3.0 e Micro-B 3.0.

## Tipi di cavo micro USB

### Micro-A USB
I dispositivi mobili più recenti come unità GPS, telefoni cellulari e fotocamere digitali utilizzano la micro-A USB. Questo cavo micro USB è più piccolo di un USB Mini-B.
Nonostante le sue dimensioni ridotte, è ancora in grado di supportare le funzionalità On-The-Go e una velocità di trasferimento ad alta velocità di 480 Mbps.
Micro-A USB ha una presa bianca e un design a 5 pin. Questo cavo micro USB ha un connettore solo femmina di dimensioni rettangolari.

### Micro-A USB 3.0
L'USB 3.0 non prevede una versione aggiornata dei connettori Mini-USB e Micro-A in quanto vengono dichiarati obsoleti dalla data di rilascio di tale specifica.
Esistono tuttavia sul commercio connettori e porte Mini-B 3.0 con 10 piedini, non conformi allo standard; contrariamente alle porte Micro-B 3.0, questi non sono meccanicamente compatibili con i loro predecessori

### Micro-B USB
Il tipo di connettore che permette la ricarica di un telefono tramite un cavo USB. Simile alla sua controparte Micro-A, in quanto viene utilizzato anche nei gadget moderni. Si trova comunemente in piccoli dispositivi elettronici come i telefoni cellulari.
Sebbene sia anche più piccolo di Mini-B USB, può supportare le funzionalità On-The-Go e la stessa velocità di trasferimento del micro-A. In effetti, i dispositivi USB 1.1 e USB 2.0 hanno porte micro-B che sembrano identiche.
A parte quello, micro-B USB ha connettori sia maschio che femmina su cavi micro USB. Ciò consente a diversi dispositivi di utilizzare uno dei due tipi di connessione.
Micro-B USB ha una presa nera e un design a 5 pin. Le sue porte e connettori presentano angoli rastremati, che conferiscono loro una forma a mezzo esagono.

### Micro-B USB 3.0
È possibile trovare questo tipo di micro-USB su dispositivi in esecuzione su USB 3.0 . È progettato per funzionare con le applicazioni USB SuperSpeed, con potenza e dati.
Sfortunatamente, questo tipo di cavo micro USB non è retrocompatibile con i dispositivi che funzionano con USB 1.1 e USB 2.0.
Il connettore micro-B USB 3.0, come si evince del nome, è molto simile al micro-B. La differenza principale è che ha un gruppo di pin aggiunto sul lato, che gli dà il doppio del numero di fili. Ciò consente anche a USB 3.0 di funzionare alla velocità normale.

## Dischi rigidi
I connettori micro-USB sono utilizzati da molti dischi rigidi esterni autoalimentati, mentre i modelli di maggiori dimensioni usano connettori mini-USB di tipo A o B e richiedono un alimentatore esterno.
I dischi rigidi esterni autoalimentati (ed i box adattatori per rendere esterni USB i dischi fissi interni da 2,5") sono spesso forniti con cavi di collegamento speciali, dotati da una parte di due spinotti maschi di tipo A, mentre dall'altra parte vi è un solo connettore micro-USB. Uno dei due spinotti USB di tipo A serve sia al trasporto dei dati, sia all'alimentazione del dispositivo mentre il secondo serve per l'alimentazione supplementare.
Un'altra variante è rappresentata dai dischi rigidi esterni con porta micro-USB di tipo B 2.0 o con porta micro-USB di tipo B 3.0.

## MHL e USB On-The-Go
Tramite la tecnologia MHL si possono collegare dispositivi mobili a televisori Full HD (opportunamente compatibili), rendendo possibile la visualizzazione in grande di quanto visto sullo schermo del dispositivo, caricandolo contemporaneamente.
Invece la tecnologia USB On-The-Go è un trasferimento diretto di dati da qualsiasi dispositivo esterno capace di agire come host per esempio smartphone (ma che in realtà sono client), essi vengono collegati tramite un adattatore ad HDD esterni o pendrive oppure tastiere, mouse o joypad.

## Telefonia
Il connettore Micro-USB è stato scelto da alcune delle maggiori aziende di telefonia cellulare del mondo (Alcatel, Atmel, BlackBerry, Emblaze, Huawei, LG, Motorola, NEC, Nokia, HTC, Qualcomm, Samsung, Sony Ericsson e Texas Instruments) per diventare il connettore standard che da giugno 2011 (inizialmente era previsto per il 2010) è presente su tutti i nuovi modelli di telefoni cellulari del mondo. È stata l'Unione europea a chiederlo al fine di ridurre l'inquinamento elettronico (l'esistenza di decine di caricatori diversi obbliga chi intende cambiare cellulare a buttare via anche il relativo caricabatterie, essendo nella maggior parte dei casi incompatibile con il nuovo telefono); senza contare poi che ogni caricabatteria dà tensioni e correnti differenti in uscita. La scelta di uniformare il connettore risolverebbe anche questo problema in quanto la presa micro-USB, essendo di norma connessa ad un PC, fornisce 5 V e 500 mA (ma esistono anche caricatori più potenti, da 800 mA, 1000 mA e 1200 mA che forniscono maggior corrente affinché la ricarica sia più rapida, ma un qualsiasi cellulare con connettore Micro-USB è comunque in grado di ricaricarsi con i valori standard erogati dal PC, ossia 5 V e 500 mA).

### L'opposizione di Apple
Apple (dal 2009) è restia all'introduzione del nuovo connettore, in quanto quello in uso con l'iPod e l'iPhone è protetto da brevetti e l'uso da parte di altre aziende comporta il pagamento ad Apple di salati costi di licenza. Successivamente (2010) l'azienda dichiarò la propria volontà di uniformarsi al caricabatterie unico, ma le uscite sul mercato degli smartphone iPhone 4 (2010), iPhone 4S (2011), iPhone 5 (2012) ed iPhone 5s e 5c (2013) hanno dimostrato che il produttore di Cupertino non intende introdurre sui suoi prodotti il connettore Micro-USB (tuttora i nuovi iPhone ne sono privi e adottano una nuova presa, sempre seguendo uno standard proprietario Apple, per la ricarica e la connessione al computer). Apple ha fatto sapere nel 2011 che avrebbe distribuito (a pagamento) un adattatore per permettere il collegamento del cavo Micro-USB al connettore Apple a 30 piedini rinunciando così di fatto alla comodità della presa universale in quanto obbligherebbe l'utente ad essere sempre in possesso, in qualsiasi circostanza, dell'adattatore, mentre per quanto riguarda il mercato cinese dove ancora non vige questo obbligo l'adattatore USB è fornito gratuitamente. Il 12 settembre 2012 è stato distribuito l'iPhone 5: il nuovo modello ha una nuova presa per la ricarica chiamata Lightning, più piccola e inseribile in entrambi i sensi, ma comunque facente parte di uno standard proprietario di Apple, dimostrando di fatto la totale lontananza della casa di Cupertino da qualsiasi idea di standardizzazione del connettore. Il giorno successivo al rilascio di iPhone 5, Apple ha annunciato la disponibilità di adattatori per convertire i propri connettori proprietari (iPod e Lightning) in Micro-USB.

### USB-C
Dopo circa un decennio, dalla seconda metà degli anni 2000 alla prima metà degli anni 2010, lo standard micro-USB è stato rimpiazzato dal nuovo connettore simmetrico USB-C. Tale connettore è già presente sulla maggior parte dei telefoni cellulari.